# Casa Crouse
La Casa Crouse (en inglés: Crouse House) es una casa histórica ubicada en Opa-locka, Florida. La Casa Crouse se encuentra inscrito  en el Registro Nacional de Lugares Históricos desde el 17 de agosto de 1987.  

## Ubicación
La Casa Crouse se encuentra dentro del condado de Miami-Dade en las coordenadas 25°54′33″N 80°14′56″O / 25.909167, -80.248889.